# پروانکی‌های مرکز اکوادور
پروانکی‌های مرکز اکوادور (نام علمی: Macrosoma costilunata) نام یک گونه از تیره شاپرک‌های آمریکایی است.